# 外阴切除术

外阴切除术，指将外阴全部或部分切除的妇科手术。该手术是如下病症的最后治疗手段：外阴癌 、外阴发育异常、外阴上皮内瘤变 、人类乳突病毒感染等。

## 类型
- 单纯外阴切除术（simple vulvectomy），指将全部外阴切除。
- 广泛外阴切除术（radical vulvectomy），指除全部外阴切除外，还切除阴蒂、淋巴结以及附近的组织。
- 部分外阴切除术，指仅切除外阴的病灶部分。